# Le Tigre (album)
Le Tigre – debiutancki album amerykańskiego zespołu Le Tigre wydany 25 października 1999 roku.

## Lista utworów
| Nr  | Tytuł utworu                    | Długość |
| --- | ------------------------------- | ------- |
| 1.  | „Deceptacon”                    | 3:04    |
| 2.  | „Hot Topic”                     | 3:44    |
| 3.  | „What's Yr Take On Cassavates?” | 2:22    |
| 4.  | „The The Empty”                 | 2:04    |
| 5.  | „Phanta”                        | 3:14    |
| 6.  | „Eau D'Bedroom Dancing”         | 2:55    |
| 7.  | „Let's Run”                     | 2:34    |
| 8.  | „My My Metrocard”               | 2:54    |
| 9.  | „Friendship station”            | 3:07    |
| 10. | „Slideshow At Free University”  | 2:48    |
| 11. | „Dude Yr So Crazy!!”            | 3:26    |
| 12. | „Les And Ray”                   | 2:06    |
|     |                                 | 34:18   |

## Twórcy
- Kathleen Hanna – śpiew, gitara elektryczna, gitara basowa
- Johanna Fateman – śpiew, gitara elektryczna, keyboard
- Sadie Benning – śpiew, gitara elektryczna
- JD Samson – śpiew, trąbka